# ファンタジスタ アヤちゃん
『ファンタジスタ アヤちゃん』は、早坂ケイゴによる日本の漫画。『ヤングアニマルDensi』（白泉社のウェブサイト）にて、サッカーワールドカップブラジル大会開催中である2014年7月3日に特別読切として3話一挙に配信され、2014年10月3日から2015年7月24日まで連載された。熱烈なサッカー好きの女子・アヤちゃんと彼女の言動に振り回される同棲中の恋人・タケルの日常を描いた、サッカーを題材にしたギャグ漫画。

## 登場人物
アヤちゃん
21歳。外見はかわいく内面もやさしい、やまとなでしこのような女の子。ただし、サッカーに関しては熱すぎるところがあり、全然関係ない事柄でさえサッカーに関連付けてしまいがち。
タケル。
24歳。アヤちゃんには猛アプローチの末付き合えることになったが、同棲して初めて知った彼女の熱烈なサッカー好きぶりには、いつも振り回されている。